# らいおんハート
「らいおんハート」は、SMAPの32枚目のシングルである。2000年8月30日にビクターエンタテインメントから発売された。

## 概要
SMAPメンバーでもある草彅剛主演の日本テレビ系ドラマ『フードファイト』主題歌。このドラマは草彅以外にも、木村拓哉（声のみ）も出演している。作詞は脚本家の野島伸司、作曲・編曲は様々なアーティストの音楽活動に携わっている小森田実（表記はコモリタミノルとなっている）。オリコンにおいて、SMAPのシングルとしては2度目のミリオンセラーを達成（プラネットチャートでは3度目）。ちょうど10回目の出場となる『NHK紅白歌合戦』でこの曲を歌った。
その年のFNS歌謡祭でもこの曲を歌ったが紅白もFNSも歌ったのは2000年の一度だけである。
日本音楽著作権協会（JASRAC）の著作権使用料分配額（国内作品）ランキングでは、2001年度の年間3位（2002年JASRAC賞銅賞）を獲得した。
セイコーの一部の目覚まし時計の内蔵曲にも使用されているほか、ノア精密の一部の掛け時計の内蔵曲で使用されている。
SMAP解散後、2020年にソロ歌手デビューをした木村がライブツアー「TAKUYA KIMURA Live Tour 2020 Go with the Flow」にて、同曲を披露した。

## チャート成績
- 2000年9月11日付のオリコン週間シングルチャートで、初週41.6万枚を売り上げ、初登場1位を獲得した。
- 発売3週目である、同年9月25日付の同チャートで16.3万枚を売り上げ、2度目の1位を獲得した。
- 発売から5週目でミリオンセラーを達成。累計売上は156.8万枚（オリコン調べ）で、SMAPのシングルとしては歴代3位[5]。
- 2016年9月時点でのシングルの累計出荷枚数は175万枚で、SMAPのシングルとしては歴代3位[6]。

## 収録曲
1. らいおんハート
作詞:野島伸司 / 作曲・編曲:コモリタミノル
  - 草彅剛主演 日本テレビ系ドラマ『フードファイト』主題歌
  - 草彅主演のドラマ主題歌であるにも関わらす、草彅のみソロパートが与えられていない珍しい構成である。ソロパートは草彅以外のメンバーが歌っている（草彅に至ってはCメロで香取のハモりパートを担当している。）。
  - 歌詞は男性から女性への想いを表しており、野島は、「ライオンのオスが命がけで必死にメスを守る姿」をモチーフとして歌詞を書いている。結婚式の定番の曲にもなっている。発売直後に木村拓哉が工藤静香と入籍したことからこの曲は木村からのプロポーズソングと言われた（偶然にも歌いだしは木村でありソロパートが長いためこのように言われた）。

TOKYO FM系『木村拓哉のWhat's UP SMAP!』では一度だけ木村拓哉一人が歌うデモバージョンが放送されたことがある。こちらでは間奏のアレンジのほか、イントロやサビのコーラスなどが微妙に違っている（自己判断で流したため、放送後スタッフに叱られたとされる）。
のちに20thアルバム『GIFT of SMAP』にアンサーソング「エンジェルはーと」が収録されている。
2. オレンジ
作詞・作曲:市川喜康 / 編曲:ZAKI
5thベストアルバム『SMAP AID』ファン投票ランキングでは8位、26thベストアルバム『SMAP 25 YEARS』ファン投票ランキングでは2位にランキング、カップリング曲では「BEST FRIEND」を抑え1位になった。日本において一番知られているSMAPのカップリングとも言われている。
最後の歌詞は元々「さよなら。」であったが、木村拓哉の強い想いから、「ありがとう。」へ歌詞が変更となった（『SMAP×SMAP』（フジテレビ）で他のメンバーに語った）。なお、この曲は2002年1月の『SMAP×SMAP』で「SMAPにとって大切な曲のひとつ」として歌われた。
木村、草彅、香取にソロパートがあり、木村のパートが最も多い。
この曲は続編「Song 2 ～the sequel to that～」（34thシングル「freebird」カップリング）、続々編「夏日憂歌」（15thアルバム『SMAP 016/MIJ』収録曲）が存在する。この3曲の歌詞には、「雨」・「バス」など類似・共通した部分が多々ある。
2016年8月14日のSMAPの解散発表後、配信サイトで上位にランクインしている。サビ歌詞に解散を照らし合わせたファンが多いためとの向きもある[7][8]。
3. らいおんハート（music track）
4. オレンジ（music track）

## 収録アルバム
- S map〜SMAP 014（#1）
  - アルバム・バージョンを収録。
- Smap Vest（#1）
- pamS（#2）
- SMAP AID（#2）
- SMAP 25 YEARS（#1, 2）

## 参加ミュージシャン
| らいおんハート - 小島良喜 - E. Piano - コモリタミノル - Other Instruments、Chorus オレンジ - 知野芳彦 - Guitar、Chorus - エリック宮城 - trumpet、Flugelhorn - 中川英二郎 - Trombone - 清岡太郎 - Tromborn - 鈴木明男 - T. Sax - ZAKI - Other Instruments、Chorus |

## カバーした歌手
- aiko - 「aikoの@llnightnippon.com 『歌え!aiko』」
- NORA - 「CIELO〜空へ〜」（2001年6月20日）
- Asa festoon - 「Sharing」（2002年5月22日）
- 白鳥英美子 - 「セレブレィション」（2003年10月29日）
- SMOOTH ACE - 「OTHER PEOPLE’S SONGS」（2004年4月14日）
- TOKIO - 「TOK10」（2004年9月1日）
- 佐藤竹善 - 「Hits -Cornerstones:3」（2004年11月17日）
- Hilcrhyme - 「熱帯夜」（2007年3月、「らいおんハート・RAP」）
- jacksoul - 「SOULmate」（2009年12月1日）
- EXILE ATSUSHI - 「EXILE ATSUSHI Premium Live 〜The Roots〜」（2011年1月24日）
- 小田和正、根本要(STARDUST REVUE)、スキマスイッチ 、水野良樹（いきものがかり） -  TBS『クリスマスの約束2012』
- HIROOMI TOSAKA - 「HIROOMI TOSAKA LIVE TOUR 2018 "FULL MOON"」（2019年2月27日）

## その他
- 「ライオンハート」とは、元々12世紀のイングランド王であるリチャード1世を指して呼ばれた「獅子心王 (Lion hearted) 」が由来である。[要出典]
- 小泉純一郎が首相在任時に発行していた「小泉内閣メールマガジン」の冒頭には「らいおんはーと」と題した首相からのメッセージが掲載されていた。これは自分の髪型がライオンのたてがみに見えることと、就任当時のヒット曲をかけたものであるが、リチャード1世の獅子心王をかけたものであるとも言える。[要出典]